# Minignan
Minignan est une ville du nord-ouest de la Côte d'Ivoire, qui se situe au nord d'Odienné, proche de la Guinée et du Mali. C'est le chef-lieu de la région du Folon, district du Denguélé.
La population y est essentiellement constituée de peulh et Malinkés.